# 鈎鼻海蜴魚
鈎鼻海蜴魚（學名：[Aldrovandia rostrata] 错误：{{Lang}}：文本有斜体标记（帮助）），是輻鰭魚綱背棘魚目海蜥魚科的其中一種，分布於中大西洋中洋脊海域，深度2690至5029公尺，本魚體細長如鰻魚且側扁，吻尖突出，口下位，尾巴細長，身體淺灰色，頭下部和鰓蓋黑色，腹部黑色，口腔內壁黑色，體長可達50.8公分，棲息在深海區，生活習性不明，無經濟價值。